# Vámpír terápia
A "Vampire therapy", magyarul "Vámpírterápia" néven terjedt el a világon a saját szérummal történő plasztikai sebészeti arcránc kezelés.
A plasztikai sebészeti beavatkozás lényege:
Az arcránckezeléseknél korábban idegen anyagokat juttattak be az arc bőre alá.
A Vámpírterápia beavatkozás lényege, hogy először a pácienstől vért vesznek le, úgy mint egy labo vizsgálatnál. Ezt lecentrifugálják, és a centrifugálás után felül elhelyezkedő vérszérumot fecskendezik be az arc bőre alá.
A módszer nyilvánvaló előnye, hogy nem kerül jelentős összegbe a feltöltő anyag, nem kell számítani az idegen anyag miatti esetleges túlérzékenységre, sem egyéb panaszokra.
Fontos tudni, hogy a beavatkozással a szérumal együtt a vérben lévő saját őssejtek is átültetésre kerülnek[forrás?], melyek tovább javítják idővel a kezelés eredményét.
A kezelés mellékhatásai:
A vámpírterápia után duzzanatra, bevérzésre lehet számítani, ezért is néhány napig kerülni kell az erős fényt. Általában a beadott hatóanyag 30-40%-a felszívódik néhány hét alatt, ezért a feltöltésnél ezt be kell kalkulálni.